# Notre-Dame-du-Hamel
Notre-Dame-du-Hamel es una localidad y comuna francesa situada en la región de Alta Normandía, departamento de Eure, en el distrito de Bernay y cantón de Broglie.

## Demografía
| 340 | 260 | 217 | 227 | 186 | 194 |
| Para los censos de 1962 a 1999 la población legal corresponde a la población sin duplicidades (Fuente: INSEE [Consultar]) |     |     |     |     |     |